# Nyasaland
Nyasaland eller Nyasalandprotektoratet var ett brittiskt protektorat åren 1907–1964. Man var med i Centralafrikanska federationen åren 1953–1963. 1964 avlöstes området av Republiken Malawi.

## Lista över Nyasalands guvernörer
- Sir William Henry Manning: oktober 1907 – 1 maj 1908
- Sir Alfred Sharpe: 1 maj 1908 – 1 april 1910
- Francis Barrow Pearce: 1 april 1910 – 4 juli 1910
- Henry Richard Wallis: 4 juli 1910 – 6 februari 1911
- Sir William Henry Manning: 6 februari 1911 – 23 september 1913
- George Smith: 23 september 1913 – 12 april 1923
- Richard Sims Donkin Rankine: 12 april 1923 – 27 mars 1924
- Sir Charles Calvert Bowring: 27 mars 1924 – 30 maj 1929
- Wilfred Bennett Davidson-Houston: 30 maj 1929 – 7 november 1929
- Shenton Whitelegge Thomas: 7 november 1929 – 22 november 1932
- Sir Hubert Winthrop Young: 22 november 1932 – 9 april 1934
- Kenneth Lambert Hall: 9 april 1934 – 21 september 1934
- Sir Harold Baxter Kittermaster: 21 september 1934 – 20 mars 1939
- Sir Henry C. D. Cleveland Mackenzie-Kennedy: 20 mars 1939 – 8 augusti 1942
- Sir Edmund Charles Smith Richards: 8 augusti 1942 – 27 mars 1947
- Geoffrey Francis Taylor Colby: 30 mars 1948 – 10 april 1956
- Sir Robert Perceval Armitage: 10 april 1956 – 10 april 1961
- Sir Glyn Smallwood Jones: 10 april 1961 – 6 juli 1964

### Fotnoter
1. ↑  ”Malawi” (på engelska). World Statesmen. http://www.worldstatesmen.org/Malawi.htm. Läst 30 september 2017.